# Land- und Stadtgericht Schrimm
Das Land- und Stadtgericht Schrimm war von 1834 bis 1849 ein preußisches Land- und Stadtgericht mit Sitz in Schrimm.

## Geschichte
Nach dem Ende der Franzosenzeit wurde die der französische Gerichtsorganisation entsprechende Gerichtsorganisation im Herzogtum Warschau 1815 zunächst von Preußen übernommen. Das Friedensgericht Schrimm wurde fortgeführt und dem Landgericht Posen zugeordnet. 1834 wurde die Gerichtsorganisation geändert und einheitlich Land- und Stadtgerichte gebildet. In dem – nun verkleinerten – Sprengel des Oberlandesgerichtes Posen bestanden 20 dieser Gerichte, darunter das Land- und Stadtgericht Schrimm. Das Land- und Stadtgericht Schrimm (polnisch: Sąd Ziemsko-Mieyski w Śremie) nahm am 14. April 1835 seine Arbeit auf.
Das Land- und Stadtgericht Schrimm war für den Kreis Schrimm zuständig. Dazu gehörten die Städte Schrimm mit 3127 Einwohnern (1838), Bnin mit 1153 Einwohnern, Dolzig mit 1198 Einwohnern, Jaraczewo mit 817 Einwohnern, Kurnik mit 2666 Einwohnern, Moschin mit 967 Einwohnern und Xions mit 1019 Einwohnern sowie 207 Dorfschaften mit 33.085 Einwohnern. Zusammen gab es damit 44.032 Gerichtseingesessene. Gerichtstage wurden in Bnin gehalten.
Am Gericht waren ein Direktor, sechs Richter, elf Subalterne und sechs Unterbeamte beschäftigt. Es war damit ein Land- und Stadtgericht 1. Klasse. Diese wirkten bei wesentlichen Fällen als Kollegialorgan. Sitz der Gerichtes war das Franziskanerkloster.
1849 wurden die Land- und Stadtgerichte aufgelöst und durch Kreisgerichte ersetzt. Damit entstand das Kreisgericht Schrimm im Sprengel des Appellationsgerichts Posen.